# Zjednoczona Lista Arabska
Zjednoczona Lista Arabska (Ra’am, hebr. Reszima Arawit Me’uchedet, רשימה ערבית מאוחדת) – partia polityczna w Izraelu. Powstała w 1996 r., jako unia Arabskiej Partii Demokratycznej i osób zbliżonych do południowej frakcji Ruchu Islamskiego i Frontu Narodowej Jedności.
Cieszy się poparciem głównie religijnych i nacjonalistycznie nastawionych izraelskich Arabów, a także Beduinów.
12 stycznia 2009 r. izraelska Centralna Komisja Wyborcza wydała decyzję o niedopuszczeniu Balad i Ra’am-Ta’al do wyborów parlamentarnych w lutym 2009, zarzucając im utrzymywanie kontaktów z organizacjami terrorystycznymi i nieuznawanie prawa Izraela do istnienia. Oba ugrupowania zapowiedziały złożenie apelacji. 21 stycznia została ona uwzględniona przez izraelski Sąd Najwyższy i zakaz startu w wyborach dla ugrupowań arabskich został zniesiony.
W wyniku przedterminowych wyborów parlamentarnych w lutym 2009 roku ugrupowanie w koalicji z Ta’al otrzymało 4 miejsca w Knesecie.
W wyborach parlamentarnych w kwietniu 2019 roku ugrupowanie wystartowało wspólnie z partią Balad i  zajęło 11 miejsce zdobywając 143 844 głosów (3,44%). Przełożyło się to na 4 mandaty w Knesecie XXI kadencji.